# Altkirch
Altkirch – miejscowość i gmina we Francji, w regionie Grand Est, w departamencie Górny Ren. Centrum krainy Sundgau.
Według danych na rok 1990 gminę zamieszkiwało 5090 osób, 534 os./km².